# Nazionale maschile di calcio a 5 dello Zambia
La nazionale maschile di calcio a 5 della Zambia è, in senso generale, una qualsiasi delle selezioni nazionali di calcio a 5 della FAZ che rappresentano la Zambia nelle varie competizioni ufficiali o amichevoli riservate alle squadre nazionali.

## Statistiche

### Campionato mondiale
| Anno   | Luogo         | Piazzamento      | Pd | V | N | P | GF | GS |
| ------ | ------------- | ---------------- | -- | - | - | - | -- | -- |
| 1989   | Paesi Bassi   | Non invitata     | -  | - | - | - | -  | -  |
| 1992   | Hong Kong     | Non partecipante | -  | - | - | - | -  | -  |
| 1996   | Spagna        | Non partecipante | -  | - | - | - | -  | -  |
| 2000   | Guatemala     | Non partecipante | -  | - | - | - | -  | -  |
| 2004   | Taipei cinese | Non partecipante | -  | - | - | - | -  | -  |
| 2008   | Brasile       | Non qualificata  | -  | - | - | - | -  | -  |
| 2012   | Thailandia    | Non partecipante | -  | - | - | - | -  | -  |
| 2016   | Colombia      | Non qualificata  | -  | - | - | - | -  | -  |
| 2020   | Lituania      | Non qualificata  | -  | - | - | - | -  | -  |
| Totale |               |                  | -  | - | - | - | -  | -  |

### Campionato africano
| Anno   | Luogo        | Piazzamento      | Pd | V | N | P | GF | GS |
| ------ | ------------ | ---------------- | -- | - | - | - | -- | -- |
| 1996   | Egitto       | Non partecipante | -  | - | - | - | -  | -  |
| 2000   | Egitto       | Non partecipante | -  | - | - | - | -  | -  |
| 2004   | Africa       | Non partecipante | -  | - | - | - | -  | -  |
| 2008   | Libia        | 1º turno         | 4  | 1 | 0 | 3 | 13 | 28 |
| 2011   | Burkina Faso | Non disputato    | -  | - | - | - | -  | -  |
| 2016   | Sudafrica    | 4º posto         | 5  | 1 | 2 | 2 | 17 | 19 |
| 2020   | Marocco      | Non qualificata  | -  | - | - | - | -  | -  |
| Totale |              | 2/6              | 9  | 2 | 2 | 5 | 30 | 47 |